# Powiat Kushiro
Powiat Kushiro (jap. 釧路郡 Kushiro-gun) – powiat w Japonii, w prefekturze Hokkaido, w podprefekturze Kushiro. W 2024 roku liczył 18 391 mieszkańców.

## Miejscowości
- Kushiro